# حادث قطار بئر الباي 2010
حادث قطار بئر الباي 2010 جد في 24 سبتمبر 2010 على الساعة الثالثة مساءً بمدينة بئر الباي جنوب تونس العاصمة في تونس، ويتمثل في تصادم بين قطارين، والسبب هو انعدام الرؤية بسبب هبوب عاصفة قوية مصحوبة بأمطار غزيرة.

أسفر الحادث عن وفاة شخص واحد وجرح 57 آخرين.